# Ditionit de sodi
El ditionit de sodi (també conegut com a hidrosulfit de sodi) és una pols blanca cristal·lina amb olor de sofre. És la sal sòdica de l'àcid ditionós. Es descompon amb aigua calenta i sòlucions àcides. Es pot obtenir del bisulfit de sodi per la següent reacció:
2 NaHSO₃ + Zn → Na₂S₂O₄ + Zn(OH)₂

## Aplicaqcions

### Indústria
És una sal soluble en aigua i es pot usar com agent reductor en solucions aquoses. Es fa servir en alguns processos industrials de tintat. Les propietats rductores del ditionit de sodi també eliminen l'excés de tint, òxid residual i pigments no desitjats i en total milloren la qualitat de l'acoloriment.
També es fa servir en el tractament de l'aigua, purificació del gas neteja i extracció. També es pot utilitzar en processos industrials com un agent de sulfonació o una font de ions de sodi. A més de la indústria tèxtil, aquest compost s'utilitza en indústries relacionades amb cuirs, aliments, polímers, fotografia i molts altres. El seu ampli ús és atribuïble a la seva baixa toxicitat Plantilla:LD50 a 5 g/kg i, per tant, a la seva àmplia gamma d'aplicacions.
També s'utilitza com a agent decolorant en reaccions orgàniques.

### Ciències biològiques
La dionionita de sodi s'utilitza sovint en experiments de fisiologia com a mitjà per reduir el potencial redox de les solucions (E o ' -0.66 V contra Electrode d'hidrogen estàndard a pH 7). La ferricianida de potassi  se sol utilitzar com a substància química oxidant en aquests experiments (E o ' ~ .436 V a pH 7). A més, la dionionita de sodi s'utilitza sovint en els experiments de la química del sòl per determinar la quantitat de ferro que no s'incorpora en minerals de silicat primaris. Per tant, el ferro extret per ditionita de sodi també es coneix com a "ferro lliure". La forta afinitat de l'ió ditionita per a cations metàl·lics i trivalents (M  2 +, M  3 + ) permet millorar la solubilitat del ferro i, per tant, la ditionita és un agent quelant útil.

### Geociència
S'ha utilitzat dionionita de sodi en la recuperació de petroli recuperació de petroli reforçada per estabilitzar polímers de poliacrilamida contra la degradació radical en presència de ferro. També s'ha utilitzat en aplicacions ambientals per propagar un front baix Eh en el subsòl per tal de reduir components com el crom.